# Pete York

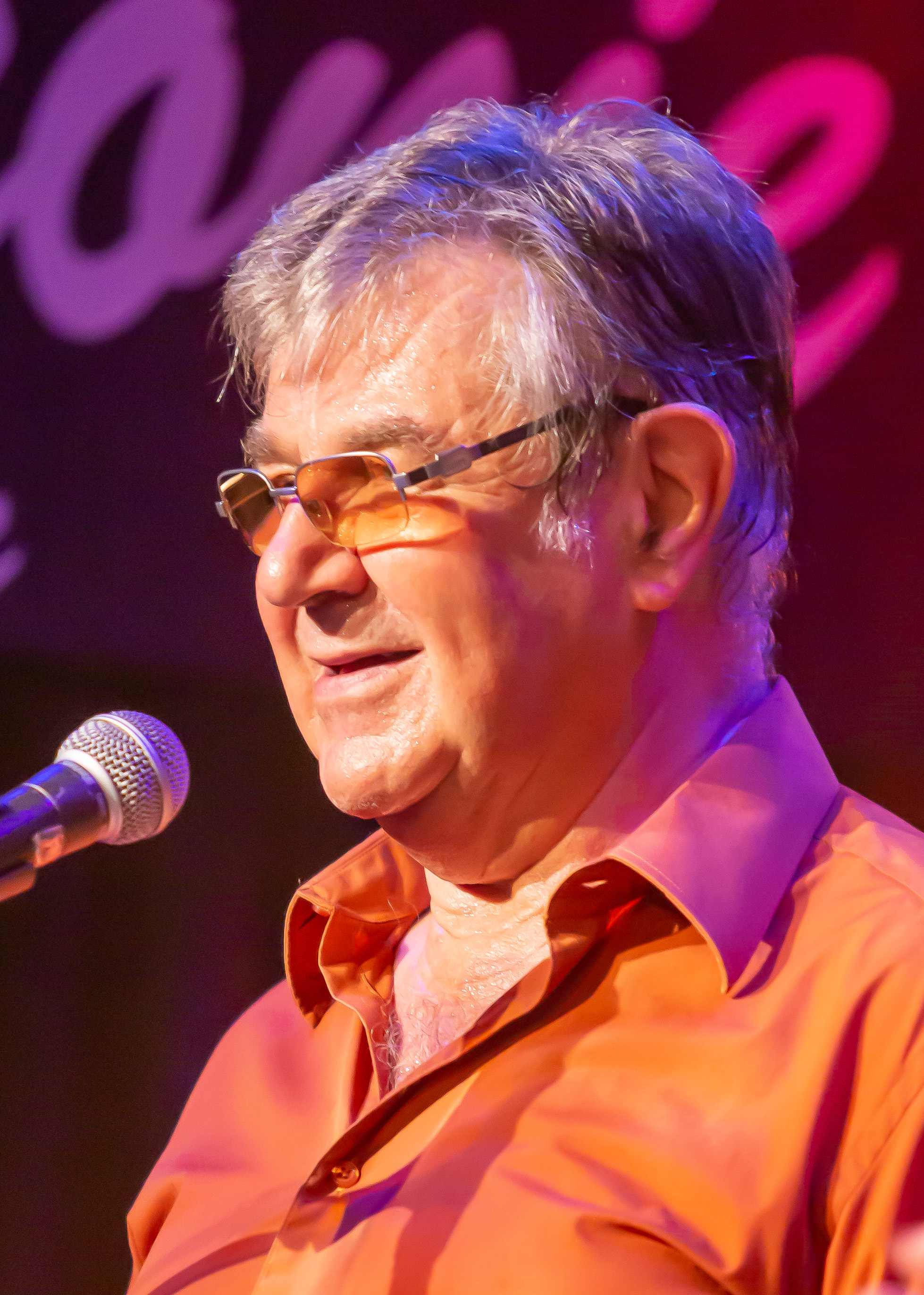
Pete York (2013)

Pete York (* 15. August 1942 in Middlesbrough) ist ein englischer Schlagzeuger des Rock, Jazz und des Blues. Bekannt wurde er in den 1960ern als Mitglied der Spencer Davis Group und des Duos Hardin & York.

## Leben
Nach seiner Schulzeit ging York nach Birmingham, um in einer Jazzband als Schlagzeuger zu spielen. Er schloss sich der Spencer Davis Group an, die 1964 ihre erste Schallplatte aufnahm. Die größten Hits der Gruppe waren Keep On Running (1965) und Gimme Some Lovin’ (1966). 1969 verließ York die Spencer Davis Group und trat mit Eddie Hardin als Duo Hardin & York auf – bisweilen the World’s Smallest Big Band (die kleinste Big Band der Welt) genannt. Der Erfolg war beachtlich. Hardin & York traten mit Bands wie Deep Purple auf. 1972 war das Startjahr für Pete York’s Percussion Band mit drei Schlagzeugern, einem Gitarristen und einer Bläsergruppe. Gastschlagzeuger waren u. a. Ian Paice, Keef Hartley, Roy Dyke und Keith Moon. Ab 1973 spielte Pete York bei Klaus Doldingers Passport, wo auch Kollegen wie Alexis Korner, Brian Auger und Johnny Griffin zu Gast waren. 1974 trat York bei Jon Lords Rock Meets Classic auf. In diesem Jahr gab es auch ein Revival der Spencer Davis Group.
1975 nahm York auf Bali mit Eberhard Schoener das Album Bali Agung auf. Er ging mit Klaus Doldinger auf Tour und spielte mit Jon Lord das Album Sarabande ein. 1976 nahm York mit Chris Barber und seiner Band das Album Echoes of Ellington auf und ging mit ihnen auf Tour durch Afrika und Australien.
Am 16. Juni 1977 heiratete Pete York seine Freundin Mecky (geborene Meeder), die er 1974 bei einer Feier nach einem Konzertauftritt in München kennengelernt hatte. Ihre Tochter Stephanie wurde am 3. Mai 1979 geboren.
Yorks nächste Band Pete York’s New York bestand bis 1983. Neben seiner eigenen Band und den Tourneen mit Chris Barber hatte Pete York immer wieder Gastauftritte mit bekannten Musikern wie Dr. John und Charlie Watts. York beteiligte sich auch am Rock and Blues Circus mit Chris Farlowe, Jon Lord und Colin Hodgkinson.
1984 zog Pete York mit seiner Familie nach Deutschland, nach Berg am Starnberger See. In dieser Zeit begann das Projekt Pete York Presents …., an dem Spencer Davis, Chris Farlowe, Brian Auger, Colin Hodgkinson und viele andere teilnahmen. Yorks Tochter Stephanie taufte die Gruppe Daddy and the Steamers. 1986 entstand der Zeichentrickfilm Dracula Junior, für den York die Story geschrieben hatte und den die Band mit ihren Stimmen versah. In diese Zeit fielen auch einige Gigs im Jazzbereich mit Albie Donnely, dem Frontman von Supercharge.
1987 spielte er Schlagzeug in der Band von Konstantin Wecker (LP Wieder dahoam mit anschließender Tournee). Im selben Jahr wurde die Fernsehserie Villa Fantastica aufgezeichnet, die York geschrieben hatte. Die Livemusik kam vom Quintett Roy Williams, Dick Morrissey, Brian Auger, Harvey Weston und Pete York. York schrieb auch für die Fernsehshow Vorhang auf, Film ab!, in welcher er auch musizierte und in verschiedenen Sketchen und Rollen auftrat. Die TV-Reihe Super Drumming, in der er verschiedene Drum-Stile und prominente Schlagzeuger (darunter Ian Paice, Louie Bellson, Cozy Powell, Gerry Brown und Simon Phillips) mit ihren Besonderheiten vorstellte, wurde produziert. 1989 bis 1990 gab es Fortsetzungen von Super Drumming mit Billy Cobham, Jon Hiseman und weiteren bekannten Musikern. Auch Villa Fantastica wurde fortgesetzt. Ab 1990 tourte York regelmäßig im Januar mit seiner Jazzband Hollywood Swing. Daneben gab es weiter Touren mit Daddy and the Steamers.
1992 feierte York seinen fünfzigsten Geburtstag mit einem Open-Air-Konzert vor 80.000 Besuchern in der Schweiz. Weitere Revival-Festivals gab es u. a. in Schottland und Holland. York spielte drei Monate in einem Club in Berlin. Ab 1994 spielte York bei Jon Lord & the Gemini Band. Ab 1995 gab es die Pete York Big Band, die Swing-Klassiker im Programm hatte. York trat auf dem Birmingham International Jazz Festival zum ersten Mal mit Drummin’ Man auf, einem Tribut an Gene Krupa. Aus der Big Band entstanden die Blue Jive Five. York war mit all seinen Bandprojekten ständig unterwegs. 1998 spielte er zum hundertsten Geburtstag von George Gershwin, ein Jahr später war es der Hundertste von Duke Ellington, 2000 folgte die Jahrhundertfeier für Louis Armstrong.
2000 sah ein Revival von Hardin & York. Mit Jon Lord spielte York bei einem internationalen Symposium von Nobelpreisträgern in Zermatt. 2003 gab die Spencer Davis Group Konzerte mit den Troggs und den Yardbirds.

2002 konnte Pete York seinen sechzigsten Geburtstag und seine silberne Hochzeit feiern. Im September spielte er mit Kollegen Swing und R&B vor ausverkauftem Haus in Starnberg. Gelegentlich tritt York mit Helge Schneider auf. Das Trio York, Schneider und Jimmy Woode spielte in Schneiders Film Jazzclub – Der frühe Vogel fängt den Wurm eine zentrale Rolle. 2005 gründete er zusammen mit Herman Rarebell (dr; ex-Scorpions) und dem Jazzdrummer Charly Antolini die Formation „Drum Legends“. Im selben Jahr veröffentlichten sie die CD Live 2005 und die DVD Live In Gran Canaria. Von 2006 bis 2011 tourte York erneut mit Helge Schneider durch Deutschland, Österreich und die Schweiz und trat auch mit den Radio Kings von Martin Breinschmid sowie als Begleitmusiker von Martin Schmitt auf. 

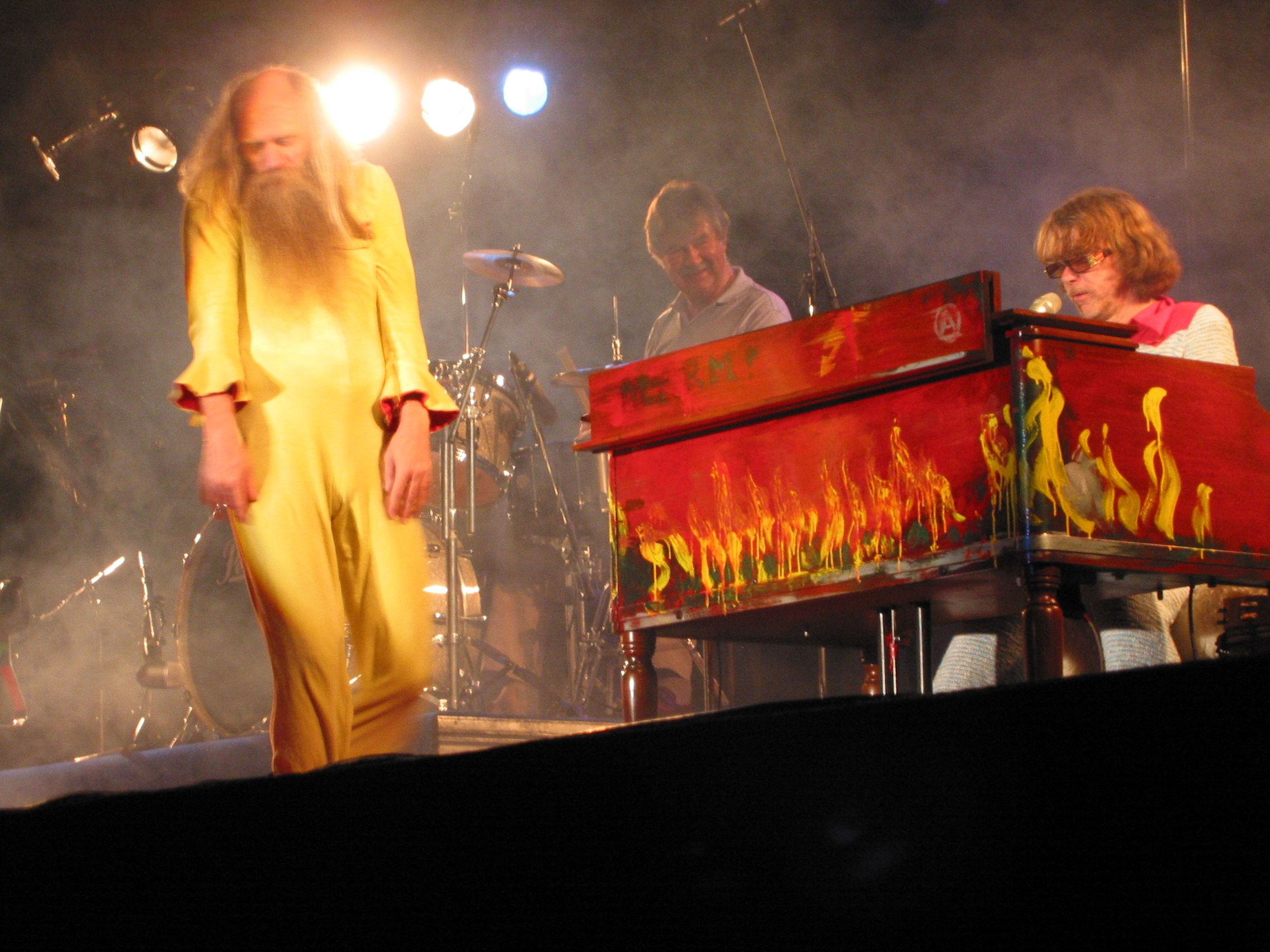
Pete York mit Helge Schneider und Sergej Gleithmann, 2005: Kampf in Weltall

Daneben findet York immer wieder Zeit, um seine eigenen Jazz- und Bluesprojekte mit wechselnden Besetzungen zu realisieren. 2017 veröffentlichten Helge Schneider und York das Album Heart Attack No. 1.

## Instrumente
Zu Zeiten der Spencer Davis Group spielte Pete York ein Schlagzeug der Marke Rogers, in der Konfiguration: Bassdrum, Hängetom, Standtom, Snare, Hi-Hat, sowie drei Becken und ein Splash-Becken, nebst Kuhglocke. Später ergänzte er sie um ein weiteres Standtom. In dieser Zusammenstellung ist er sehr beständig geblieben, spielt diese heute von der Marke Pearl.